# 枋山一號隧道列車出軌事故
枋山一號隧道列車出軌事故是發生於2013年8月31日上午7時33分（UTC+8）的一起鐵路事故，台灣鐵路管理局一列自強號列車行經南迴線枋山一號隧道至枋山二號隧道間時撞上土石流而出軌，造成至少3人重傷，14人輕傷。

## 事故概要
2013年8月31日上午，受到康芮颱風造成台灣南部及東南部降下超大豪雨影響，造成枋山1號隧道口土石鬆動，但事故發生前巡軌人員並未發現任何異狀。一列由DR3000型柴聯車擔任，由臺東開往新左營的302次自強號（臺東06：12開，新左營09：02到，6車DR3051+5車DR3096+4車DR3052+3車DR3003+2車DR3072+1車DR3004），於七時三十三分行經南迴線45公里處，即枋野－枋山間，列車剛由枋山2號隧道出來，進入枋山隧道1號口時，撞擊右側邊坡受急流沖落的土石流。司機員當下雖緊急剎車，但列車仍瞬間受到衝擊，造成第5、6車分離，第3車至第5車出軌，其中1、2車在隧道外，第3至第6車受困於隧道內，第5、6節車廂斷裂脫軌長達10公尺。列車上旅客約250人，事故造成17人受傷，其中14人輕傷、3人重傷，南迴線也因此中斷。事故發生後，台鐵派出第3514次區間車接駁旅客，9時25分臺鐵第3514次區間車將旅客接駁至大武車站，由救護人員及救護車接駁受傷旅客至醫院治療，台鐵並成立一級應變小組，啟動公路接駁機制，於枋寮－大武站間有屏東客運、鼎東客運各10輛巴士辦理接駁。另外中華民國國軍第四作戰區也指示空軍防空砲兵訓練中心緊急編組救援小組32名國軍官兵趕赴事故現場救援。

## 救援工作
事故的自強號共有六節車廂，其中3至6車受土石坍埋無法移動，須清理現場土石始能移動事故列車，由於車體扭曲變形嚴重，脫軌加上轉向架脫落，因此得用切割的方式移出車體，加上事故現場受豪雨及地形影響，隧道內空間狹窄，出事地點偏僻，大型機具無法進入隧道，只能用千斤頂和人力施工，增加搶修困難。台鐵先派出柴電機車，將未出軌的車廂拖離，2013年9月1日將四個車廂分別拖到枋野、加祿站停放，尚有第五和第六車廂卡在隧道內。9月2日清晨三時，受困在隧道內的兩節車廂經過搶修後順利拖出，在經過軌道修復以及試運行後，第一班開行列車為10時25分由新左營開往台東的229次自強號列車；隨後在11時02分，由台東開往高雄的306次自強號也從台東站發出，全線恢復通車。
事故後由於DR3051-DR3096-DR3052編組仍受損較嚴重，在台鐵認為該組車已超出經濟維修價值的情況下，且東部幹線已於2014年6月底完成電氣化工程等營運考量，暫決定不予修復，目前作為零件供應車供同型車維修用。2015年7月6日受損較嚴重之45DR3051-40DR3096-45DR3052公告報廢標售。2018年7月時改將此組車列為文物車。2019年台鐵將45DR3051車廂安置於舊林榮火車站,就是今日的林榮社區公園，車廂由花蓮機廠翻修過，車廂內的座椅已全部換新。

## 檢討與因應
南迴線被列為土石流危險區，沿線有裝監測器，但事故地點的枋山1號隧道口剛好沒裝設，而出事的枋山2號隧道出口15公里處雖屬破碎地質，但以往從未發生土石流或崩落，台鐵計劃未來將加裝遠端偵測系統，或評估邊坡加固，並將全面清查其他路段是否須擴大監測或補強工程。